# Serica anmashana
Serica anmashana är en skalbaggsart som beskrevs av Kobayashi 1993. Serica anmashana ingår i släktet Serica och familjen Melolonthidae. Inga underarter finns listade i Catalogue of Life.